# Piet Wapperom
Piet Wapperom (Dordrecht 6 april 1913 - Den Haag 22 november 1967) was een Nederlands verzetsstrijder.

## Verzet
Als lid van de Communistische Partij ging Wapperom na de bezetting van Nederland in het verzet, vormde hij mede de Haagse Vonkgroep en werd hij verbindingsman tussen verzetsleiders. In het begin was hij uitsluitend bezig met illegale communicatie. Hij werkte mee aan redactie, het drukken en verspreiding van de Haagse verzetskrant De Vonk en ging later leiding geven aan de sabotagegroep. Zijn jongere broer Hugo werd op 12 augustus 1941 door de bezetter gearresteerd vanwege het ontvangen van een illegale krant. Hugo werd gedeporteerd naar concentratiekamp Groß-Rosen, waar hij 7 augustus 1942 op zevenentwintigjarige leeftijd overleed. Na de dood van Hugo ging hij leiding geven aan de Sabotagegroep de Vonk. Zij steken o.a. een opslagplaats van de Wehrmacht in Den Haag in brand. Eind 1942 functioneerde Piet Wapperom als rechterhand van Gerben Wagenaar en was hij verantwoordelijk voor landelijke verbindingen met verzetsleiders uit andere delen van Nederland. Een jaar later, op 11 februari 1943, werd Piet Wapperom in Utrecht gearresteerd door de Sicherheitsdienst Rotterdam en opgesloten in de Rotterdamse Noordsingelgevangenis.

## Arrestaties
Een week daarna arresteerde de Sicherheitsdienst van Den Haag de vier anderen van de sabotagegroep de Vonk; Jan van Kalsbeek, Evert Ruivenkamp, Henk Middendorp en Gerard van der Laan. De SD ontdekte dat de leider van de groep in Rotterdam gevangen was genomen. Ook arresteerden ze Kitty, de vrouw van Wapperom. De vier anderen van de sabotagegroep werden een half jaar later gefusilleerd op de Waalsdorpervlakte. Wapperoms door de bezetter uitgesproken doodvonnis werd niet uitgevoerd nadat Johannes Munt, tijdens de oorlog 'Hauptkommisar' van Den Haag, hem 'abtrennt' voor nader onderzoek. Munt zegt later over Piet Wapperom: "Hij was een van de eerste Nederlanders met wie ik in Führen politischer Gespräche übte." Na de oorlog werd Wapperom nog verscheidene malen illegaal gearresteerd en daaropvolgend vrijgelaten, o.a. door de Communistische Partij. In maart 1946 werd hij wederom gearresteerd - dit keer door de politie-inlichtingendienst, op verdenking van collaboratie met de bezetter. De voormalig verzetsman werd onder andere opgesloten in Kamp Duindorp, uitgerekend een interneringskamp voor NSB'ers.

## Rehabilitatie
Eind 1947 werd hij als verzetsman gerehabiliteerd door de Ereraad van de Illegaliteit. De rechtszaken tegen hem gingen echter door. Pas op 7 april 1948, na talloze dwalingen van de staat, waaronder het Bureau Nationale Veiligheid en het zwak functionerend rechtssysteem, werd Wapperom drie jaar na het einde van de oorlog door de rechter vrijgesproken en door de Ereraad van de Illegaliteit van alle blaam gezuiverd en in ere hersteld. Anton van der Waals, die verantwoordelijk was voor de infiltraties in verzetsgroepen, werd pas op 31 januari 1950 gefusilleerd. Wapperom, vader van Piet Wapperom (1941) en Hugo Wapperom (1944), trok zich na de oorlog terug uit de Communistische Partij. Als afvallige communist, werd hij  mede daarom aan het eind van de oorlog tot zondebok voor het grote aantal overleden communisten gemaakt. 

## Na de oorlog
Hij werkte na zijn vrijlating als directeur van de Delftsche Studenten Sociëteit "Phoenix" van het Delftsch Studenten Corps. Hij overleed in 1967 op vierenvijftigjarige leeftijd. Piet en zijn vrouw Kitty hebben zwaar betaald voor hun verzet tegen de Duitse bezetter. Officiële erkenning van het falen van de Nederlandse staat met betrekking tot wat Wapperom overkwam, nadat hij zich met gevaar voor eigen leven voor zijn land had ingezet, is er tot op de dag van vandaag niet gekomen. 

## Publicaties
Zoon Hugo schreef over de gebeurtenissen de roman De Spinvlieg, waarin veel geschiedkundige gegevens zijn verwerkt. Oudste zoon Pieter Petja werkte in 2019 mee aan een driedelige podcast-serie van Peter de Ruiter over het Oranjehotel, de gevangenis waar zijn vader geïnterneerd was. In een podcast worden de acties die geleid hebben tot het ten onrechte opsluiten van Wapperom, gedetailleerd en feitelijk uit de doeken gedaan. Hij publiceerde ook de website 'in Verzet' over de acties en gevangenneming van Pieter Wapperom Sr. tijdens en na de Tweede Wereldoorlog. De website 'In Verzet' is gewijd aan het verzetswerk van Piet en Kitty Wapperom. 